# Триалети
Триалети (груз. თრიალეთი) — посёлок городского типа (даба) в Цалкском муниципалитете края Квемо-Картли, Грузия. Посёлок расположен в 10 км от железнодорожной станции Цалка (на линии Марабда — Ахалкалаки).

## История
Немецкое евангелиское село Александерсгильф основано в 1860. Основатели — 38 семей из колонии Елисаветталь. Названо по имени наместника Кавказа А. И. Барятинского.
После революции переименовано в Розенберг, а после высылки немецкого населения с Кавказа, в 1941 году в Молотово.
Современное название с 1958 года.
Статус посёлка городского типа с 1944 года.

## Археология
Местность богата археологическими находками, относящимися к различным эпохам. В честь Триалети названа триалетская мезолитическая культура и триалетская культура эпохи средней бронзы.

## Население
| 1860 | 1869 | 1886 | 1900 | 1908 | 1919 | 1923 | 1925 | 1959 | 1970 | 1979 | 1989 | 2002 | 2014 |
| ---- | ---- | ---- | ---- | ---- | ---- | ---- | ---- | ---- | ---- | ---- | ---- | ---- | ---- |
| 137  | 201  | 356  | 485  | 604  | 565  | 639  | 800  | 7591 | 1617 | 1435 | 1239 | 300  | 565  |